# Réserve de faune de Fada Archei
La réserve de faune de Fada Archei est une réserve faunique située dans la région de l'Ennedi-Ouest au Tchad et créée par le décret nº 232/PR/EFLC/PNR du 10 mai 1969, avec une superficie de 2 110 km2.

## Géographie
La réserve est délimitée de l'ouest au nord par la piste Oum Chalouba-Fada, à l'est par la piste Fada-Archei et au sud par la piste Ouadi Archei rejoignant Ouadi Sala.

## Faune et flore
La réserve de faune de Fada Archei possède des animaux tels que le mouflon à machette, la gazelle dorcas, ainsi qu'une population relictuelle de crocodile du Nil.